# La residencia de los dioses
La residencia de los dioses (en francés: Le Domaine des dieux) es una historieta de Astérix el Galo publicada a partir del 4 de marzo de 1971 en el número 591 de la revista francesa Pilote. Fue publicada en forma de álbum ese mismo año, con una tirada de 1 100 000 ejemplares. Es la aventura número 17 de Astérix.

## Resumen de la trama
Julio César tiene la idea de construir una urbanización de lujo llamada la Residencia de los Dioses junto a la aldea gala donde vive Astérix, con la intención de que la aldea acabe sucumbiendo a la atracción de la modernidad romana y abandone su lucha contra los romanos.
La Residencia de los Dioses es una insulae, una finca de varios pisos donde se alojaban ciudadanos de clase media en la Antigua Roma, construida con materiales baratos, y, para desgracia de los inquilinos, Asurancetúrix se muda a uno de los pisos, provocando el descontento y numerosas quejas. 
Los galos al principio parecen adaptarse a la manera de vivir romana y entablan buenas relaciones con ellos, pero pronto se extiende el caos y se dan cuenta de que no pueden dejar que les invadan y menos tan pasivamente. 
Finalmente, los aldeanos deciden expulsar a sus molestos visitantes y el edificio termina derrumbado, con lo que todos los romanos huyen de la zona, haciendo fracasar el plan de César.

## Caricaturas de famosos
- El animador romano, llamado Matius Pratus en la versión española, en referencia al periodista Matías Prats Cañete, es una caricatura del animador de televisión francés Guy Lux.

## Adaptación al cine
El 26 de noviembre de 2014 se estrenó en Francia la adaptación cinematográfica en animación 3D de La residencia de los dioses, dirigida por Louis Clichy y Alexandre Astier. Se estrenó en España el 30 de abril de 2015.